# Cryptorhopalum presuturale
Cryptorhopalum presuturale là một loài bọ cánh cứng trong họ Dermestidae. Loài này được Pic miêu tả khoa học năm 1929.